# Million-Guiet

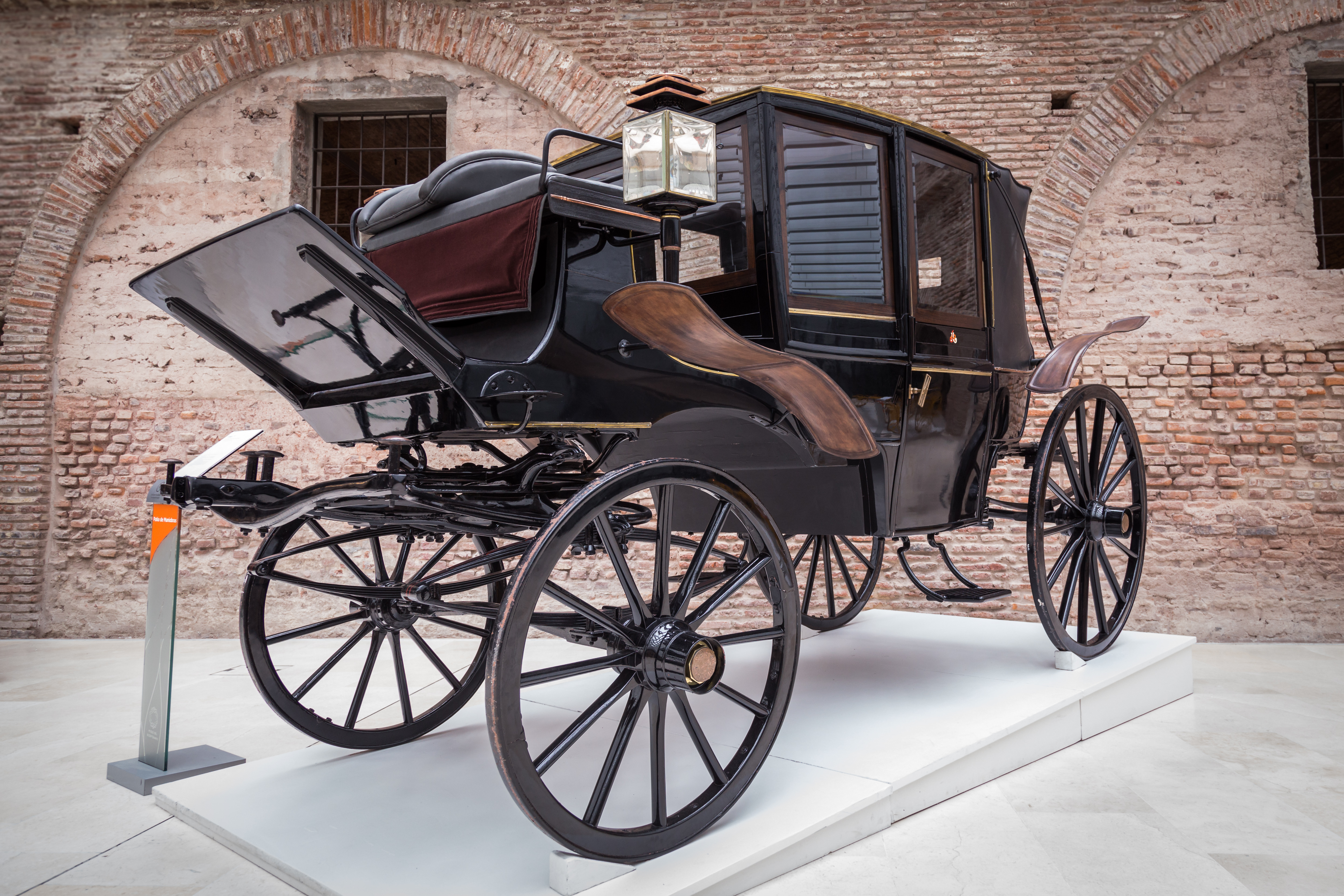
Kutsche

Million-Guiet war ein französisches Karosseriebauunternehmen.

## Unternehmensgeschichte
Das Unternehmen wurde 1854 zur Kutschenherstellung in Paris gegründet. 1900 begann die Produktion von Karosserien für Automobile. Zu der Zeit war der Sitz in Levallois-Perret. Bis 1914 werden die Karosserien als altmodisch bezeichnet.
1919 wurde eine Lizenz von Gustave Baehr erworben. Damit wurden die Karosserien leichter. Genannt sind Aufbauten auf Fahrgestellen von Chenard & Walcker, Hispano-Suiza, Panhard & Levassor, Peugeot und Voisin.
1928 übernahmen Luis Sanz und M. Mossier das Unternehmen. Im Januar 1930 erwarben sie ein Patent von Jean de Vizcaya für die Toutalu-Bauweise und gaben ihrerseits eine Lizenz an D’Ieteren. Sie verwendeten Leichtmetall. Sie karossierten Alfa Romeo, Bugatti, Citroën, Delage, Hispano-Suiza, Lorraine-Dietrich, Panhard & Levassor und Talbot sowie Cord L-29, Lancia Dilambda und Renault Vivastella. Daneben sind Ballot, Bugatti Type 46 und Type 50, Farman, Isotta Fraschini, Lincoln, Minerva, Rochet-Schneider, Rolls-Royce und Turcat-Méry bekannt.
Diese eckige Bauweise harmonierte nicht gut mit der in den 1930er Jahren aufkommenden Stromlinie. 1936 endete die Produktion kompletter Karosserien.
In der Zubehörbranche existierte das Unternehmen noch einige Zeit. 1943 kam das Aus.
Zwischen 1950 und 1954 stellte Million-Guiet-Tubauto Omnibusse und Oberleitungsbusse der Marken MGT und Tubauto.

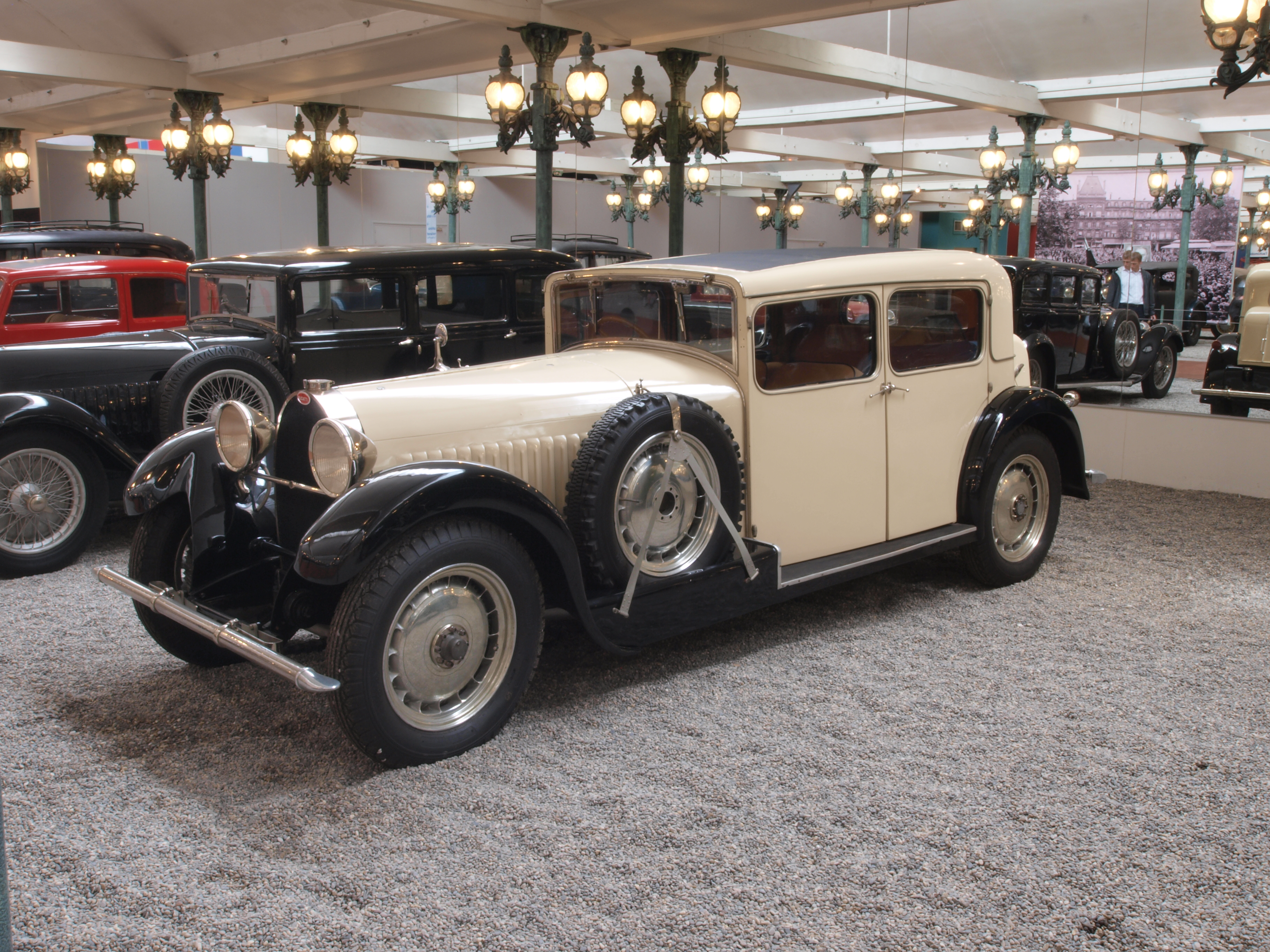
Bugatti Type 46 1933
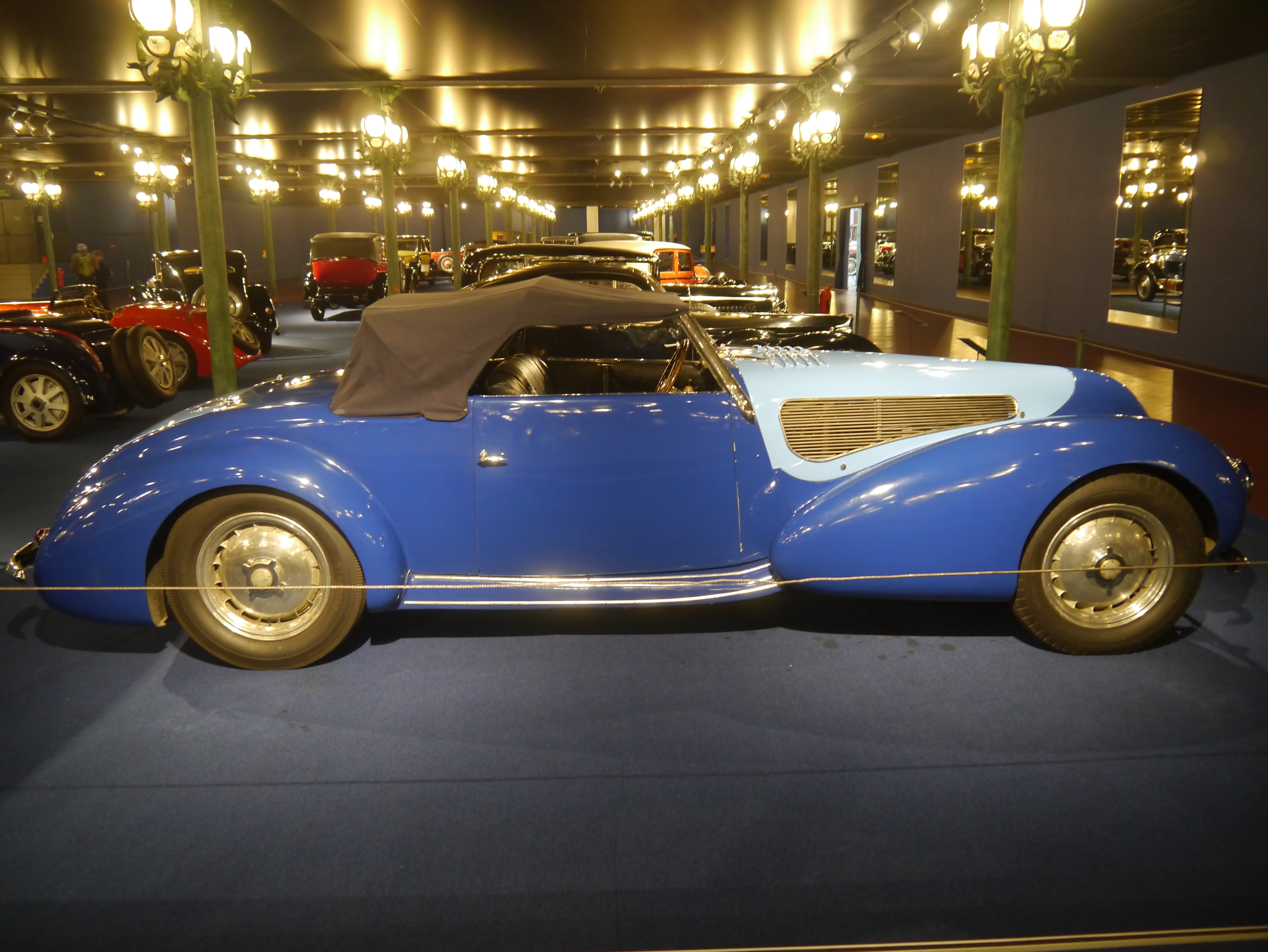
Bugatti Type 50 1932
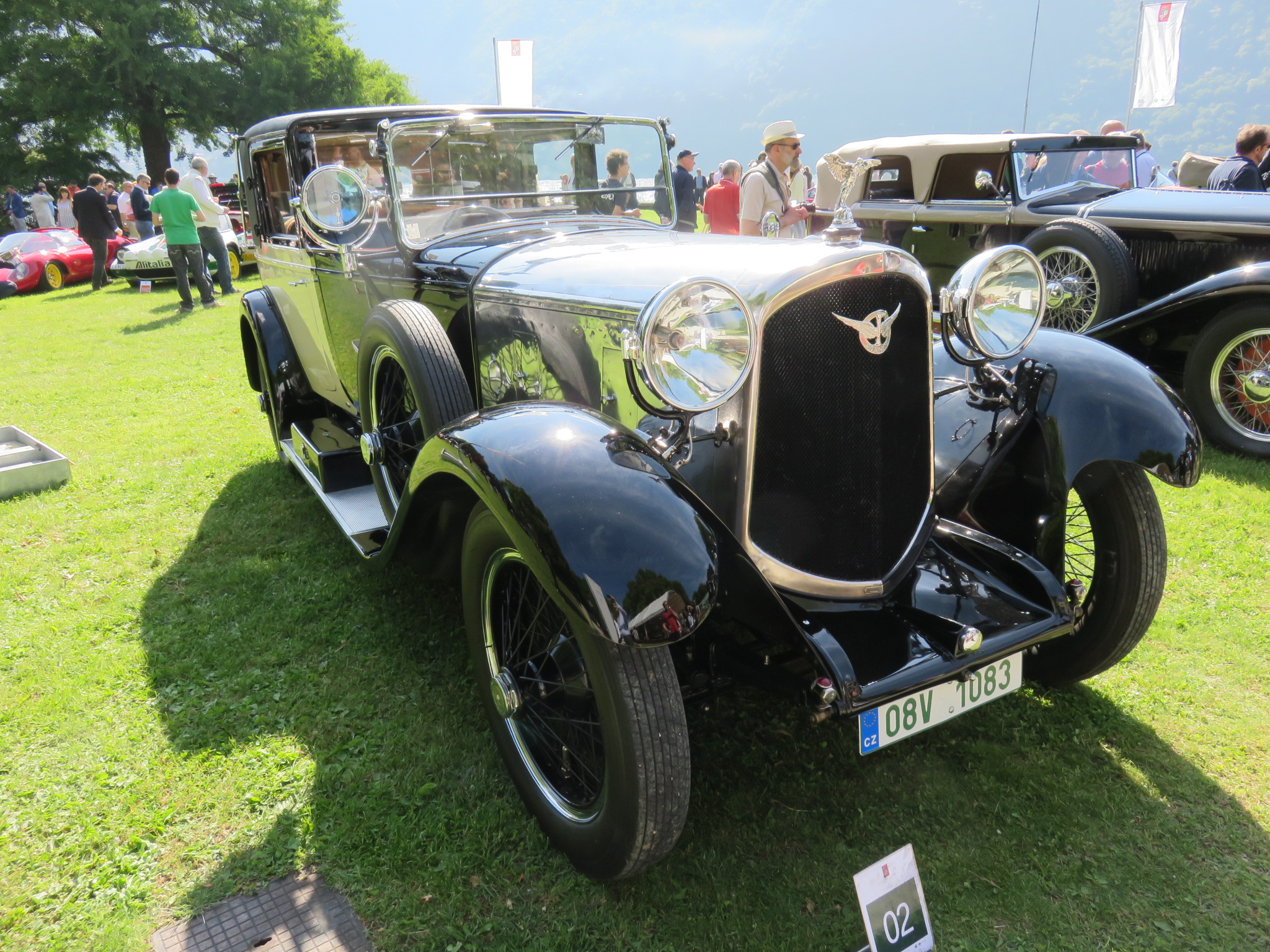
Farman 1925
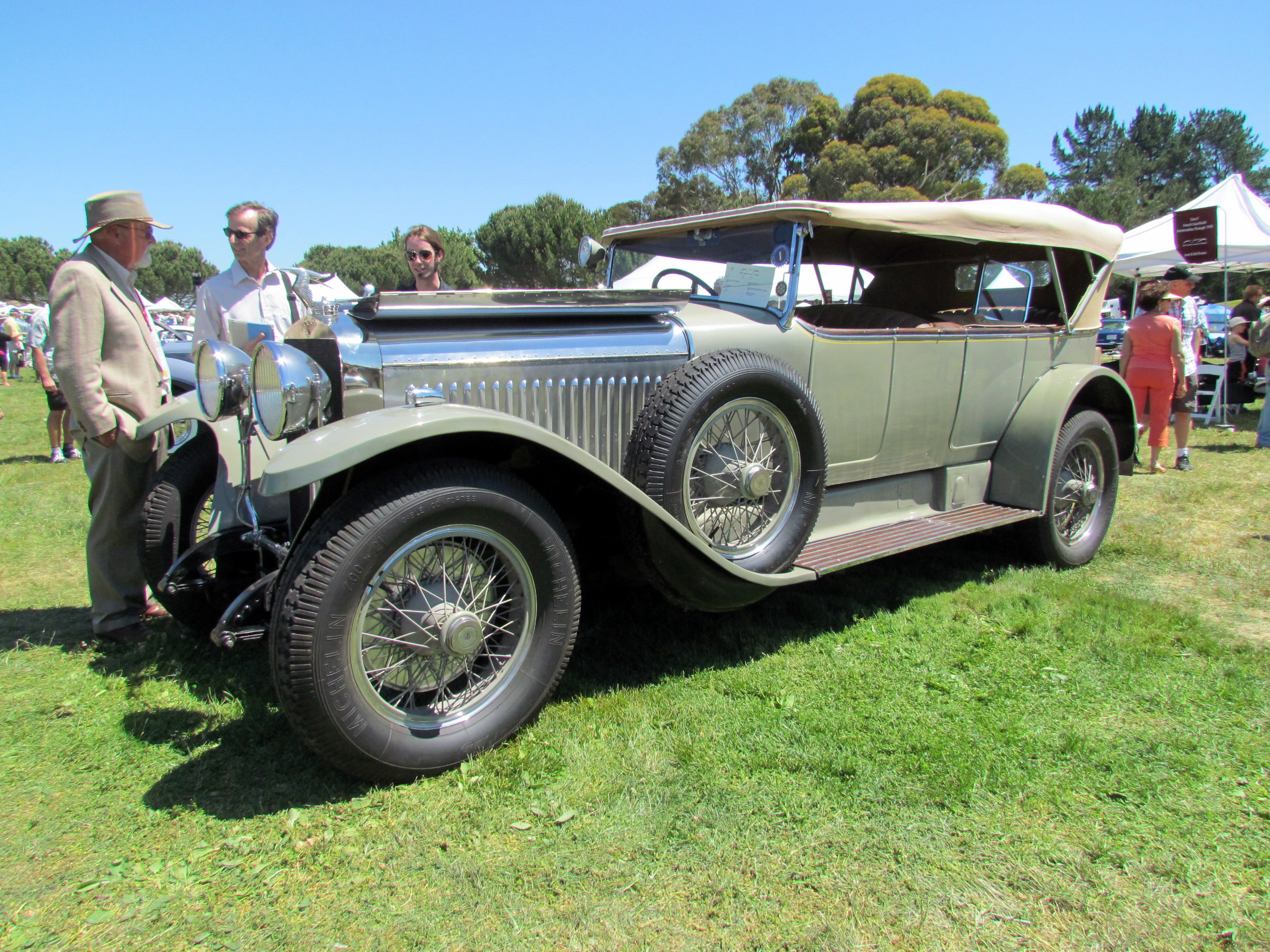
Hispano-Suiza 1923
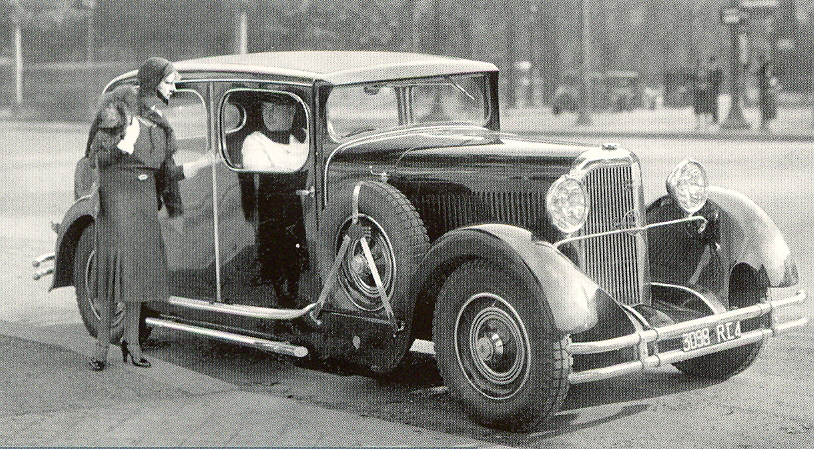
Panhard & Levassor 1930
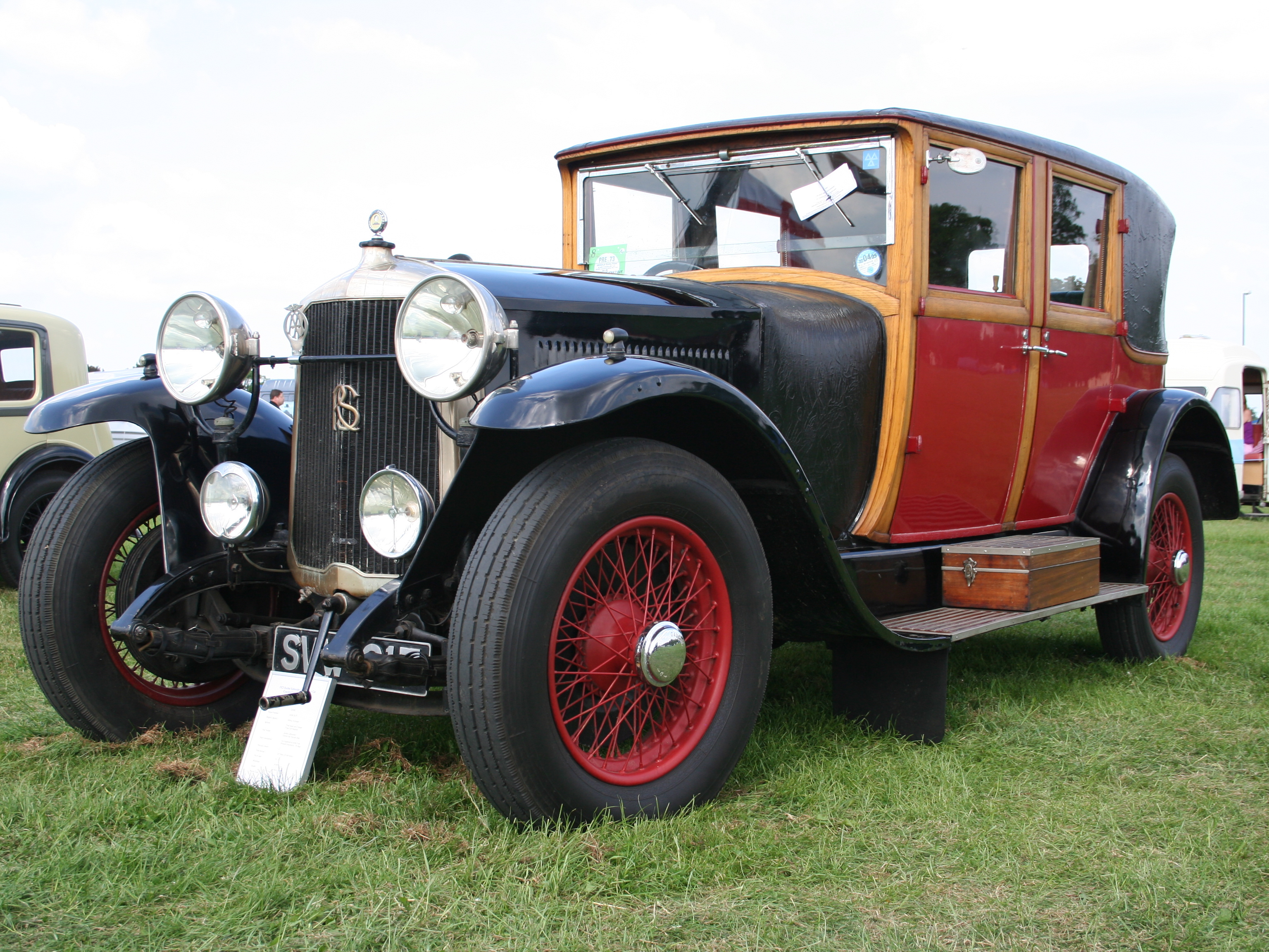
Rochet-Schneider 1923